# Ivan Sirko
Ivan Dmytrovyč Sirko (ukrajinsky Іван Дмитрович Сірко, kolem roku 1610 – 7. listopadu 1680) byl kozácký ataman Záporožského vojska a jeden z možných autorů známého listu Odpověď Záporožských kozáků, který inspiroval malíře Ilju Repina k namalování stejnojmenného obrazu.

## Život
Ivan Sirko se narodil na stanici Merefa blízko současného Charkova. V roce 1654 přišel na Záporožskou Sič a zúčastnil se povstání organizovaného Bohdanem Chmelnickým. Získal hodnost plukovníka a roku 1659 spolu s ruským princem Alexejem Trubeckým bojoval proti Krymskému chanátu. V roce 1663 se Ivan Sirko stal košovým atamanem Záporožského vojska. Spolu s carským Ruskem bojoval ve více bitvách proti Polákům, Tatarům a hejtmanovi Petru Dorošenkovi. Byl prvním kozáckým atamanem, který do svého vojska přijal i oddíly Kalmyků. Navzdory své proruské orientaci nenáviděl proruského hejtmana Ivana Brjuchoveckého a nevěřil mu. V roce 1668 ho tato rivalita přinutila změnit strany a bojovat na straně Dorošenkova vojska proti moskevským bojarům a vévodům, ale už roku 1670 opět přislíbil věrnost carovi Alexeji Michajloviči. Zanedlouho nato se mu podařilo obsadit osmanskou pevnost Očakov a pustit se do boje s Dorošenkem.
Po smrti Demjana Mnohohrišného v roce 1672 se Sirko pustil do zápasu o hejtmanský titul, ale byl brzy uvězněn a poslán do vyhnanství v sibiřském městě Tobolsk. Po svém návratu na Ukrajinu v roce 1673 bojoval proti Tatarům a Turkům, obsadil pevnost Arslan a opět získal Očakov. V roce 1675 Záporožští kozáci porazili osmanská vojska ve velké bitvě, ale sultán Mehmed IV. od nich i nadále požadoval podvolit se osmanské nadvládě. Kozáci pod Sirkovým velením na tento dopis údajně odpověděli velmi netradičním a nediplomatickým listem plným urážek a vulgarit, známým jako Odpověď Záporožských kozáků.
Zemřel v roce 1680, byl pohřben na Čortomlycké siči, dnes vesnice Kapulivka v Dněpropetrovské oblasti.
Ivan Sirko byl i po smrti jedním z nejznámějších záporožských atamanů, stal se legendou a vzniklo o něm více pověstí a lidových písní.